# Voyager (album)
Voyager este un album a lui Mike Oldfield, lansat la data de 26 august 1996.
Cuprinde piesele: The Song of the Sun, Celtic Rain, The Hero, Women of Ireland, The Voyager, She Moves Through the Fair, Dark Island, Whild Goose Flaps Its Wings, Flowers of the Forest, Mont St. Michel.
Toate piesele au fost scrise, produse și prelucrate de Mike Oldfield cu excepția primeia: The Song of the Sun (Bieito Romero).
Albumul a fost înregistrat la studiourile Roughwood, dar orchestra la Air Lyndhurst.
Instrumente folosite: chitara electrică, chitară acustică, mandolină (folosită foarte mult în piesa Dark Island), clape, flaut, diferite tipuri de fluiere, scripcă
Producător executiv: Rob Dickins